# William Passmore
William Thomas Passmore (Saint Louis, Missouri 6 de setembro de 1882 – Saint Louis, Missouri, 9 de maio de 1955) foi um jogador de lacrosse norte-americano. Passmore era membro da St. Louis Amateur Athletic Association na qual conquistou a medalha de prata nos Jogos Olímpicos de Verão de 1904 em Saint Louis. Ele é irmão de George Passmore, outro jogador da equipe medalhista de prata em 1904.